# 3,4-亚乙二氧基噻吩
3,4-亚乙二氧基噻吩（EDOT）是一种有机硫化合物，化学式为C2H4O2C4H2S，它含有一个噻吩环，在3号和4号位上连有乙二氧基（乙二醇脱去两个羟基氢）。它是无色的粘稠液体。
它可以2,2'-硫代二乙酸二乙酯和草酸二乙酯为原料合成得到：

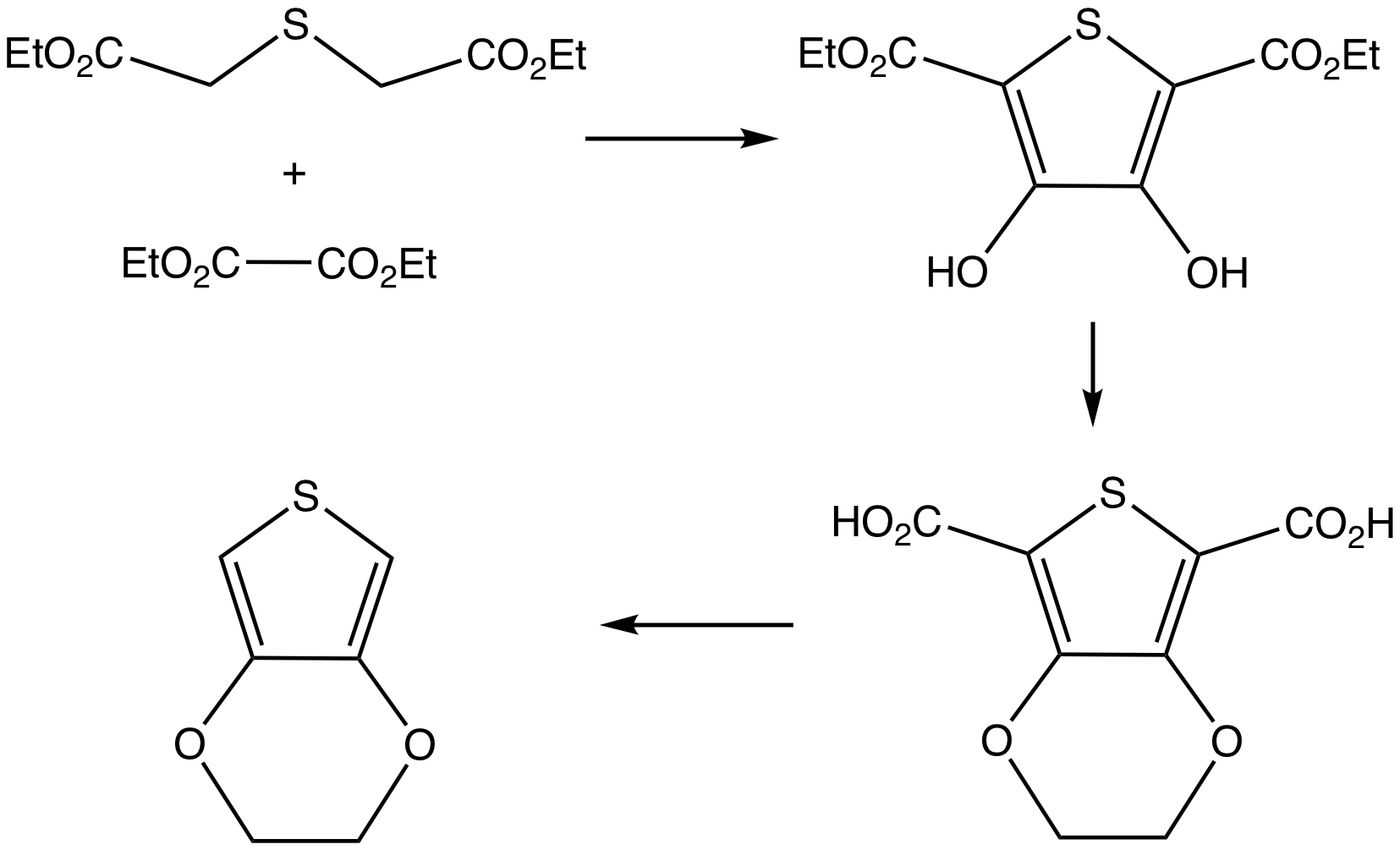
EDOT的合成

它是聚合物PEDOT的原料，可应用于电致变色显示、电致发光显示、太阳能光伏、电路印刷和传感器。